# Pebbles (Sängerin)
Pebbles (* 29. August 1964 in Oakland, Kalifornien, als Perri Arnette McKissack) ist eine amerikanische Pop-, Soul- und R&B-Sängerin, aber auch Musikmanagerin.

## Leben
Die Cousine der R&B-Sängerin Cherrelle begann ihre Musikkarriere in den frühen 1980er Jahren als Backgroundsängerin des Jazzfunk-Perkussionisten Bill Summers (Album Call It What You Want) und der Soul-Funk-Disco-Band Con Funk Shun. Sie war auch Co-Autorin der 1981er Con-Funk-Shun-Single Body Lovers.
1987 begann McKissack eine Solokarriere als Pebbles und unterschrieb einen Vertrag bei MCA Records. Den Künstlernamen gab ihr die Familie, die sich durch ihre Art an Pebbles Flintstone erinnert fühlte. Das ebenfalls Pebbles genannte Debütalbum erschien im Herbst 1987. Darauf befinden sich zehn Lieder von Songwritern wie Babyface, Michael Sembello und seinem Bruder Danny sowie L.A. Reid, ihrem späteren Ehemann. Die auf der Platte enthaltenen Titel Girlfriend (1987) und Mercedes Boy (1988) erreichten die Top 5 der US-Charts, das Album kletterte auf Platz 14 der Hitparade und wurde mit Platin ausgezeichnet.
Das Folgealbum Always entwickelte sich im Herbst 1990 ebenfalls zum Erfolg und erhielt in den Vereinigten Staaten eine Goldene Schallplatte. Die im Sommer 1990 veröffentlichte erste Auskopplung Giving You the Benefit ist das letzte Lied Pebbles, das den Sprung in die Top 5 der Billboard Hot 100 schaffte. Love Makes Things Happen kam zum Ende des Jahres immerhin noch in die Top 20. Backyard, ein Feature mit Salt ’n’ Pepa, platzierte sich im Frühjahr 1991 nur noch im unteren Chartbereich.
Während einer nun folgenden mehrjährigen Pause ihrer Gesangskarriere gründete Pebbles ihr eigenes Label Savvy Records. In Atlanta, Georgia war sie 1991 an der Initiierung des R&B- und Hip-Hop-Trios TLC beteiligt, dessen Managerin sie wurde. Die Band gehörte zu den erfolgreichsten Popgruppen der 1990er Jahre und hatte zwischen 1992 und 1999 neun Top-10-Hits in den USA, wovon vier den Spitzenplatz erreichten.
Danach widmete sich Pebbles wieder ihrer ursprünglichen Berufung und veröffentlichte im Spätsommer 1995 ihr drittes Album Straight from My Heart. Trotz Beteiligung von Songwritern und Produzenten wie Sean Combs, Kyle West, Tony Rich und Organized Noize konnte der Longplayer nicht an vorherige Erfolge anknüpfen, wurde zum Flop und blieb somit bis heute das letzte Studioalbum als Pebbles. In den 2000er Jahren erschienen lediglich zwei Kompilationen mit ihren größten Hits unter diesem Pseudonym.
Nach der Scheidung von L. A. Reid im Jahr 1996 stieß die Musikerin zu den Wiedergeborenen Christen und gründete die Women of God Changing Lives Ministry. Unter dem Namen Sister Perri erschien 2008 das Gospelalbum Prophetic Flows Vol. I & II.

## Diskografie

### Alben
| Jahr | Titel   | Höchstplatzierung, Gesamtwochen, AuszeichnungChartplatzierungen (Jahr, Titel, Platzierungen, Wochen, Auszeichnungen, Anmerkungen) | Höchstplatzierung, Gesamtwochen, AuszeichnungChartplatzierungen (Jahr, Titel, Platzierungen, Wochen, Auszeichnungen, Anmerkungen) | Höchstplatzierung, Gesamtwochen, AuszeichnungChartplatzierungen (Jahr, Titel, Platzierungen, Wochen, Auszeichnungen, Anmerkungen) | Höchstplatzierung, Gesamtwochen, AuszeichnungChartplatzierungen (Jahr, Titel, Platzierungen, Wochen, Auszeichnungen, Anmerkungen) | Höchstplatzierung, Gesamtwochen, AuszeichnungChartplatzierungen (Jahr, Titel, Platzierungen, Wochen, Auszeichnungen, Anmerkungen) | Anmerkungen                              |
| Jahr | Titel   | DE | CH | UK | US | R&B | Anmerkungen                              |
| ---- | ------- | --- | --- | --- | --- | --- | ---------------------------------------- |
| 1988 | Pebbles | — | — | UK56 (4 Wo.)UK | US14 Platin · (38 Wo.)US | R&B5 (42 Wo.)R&B | Erstveröffentlichung: 16. November 1987  |
| 1990 | Always  | — | — | — | US37 Gold · (36 Wo.)US | — | Erstveröffentlichung: 11. September 1990 |

Weitere Alben
- 1995: Straight from My Heart (VÖ: September)
- 2000: Greatest Hits (Kompilation; VÖ: April)
- 2008: Prophetic Flows Vol. I & II (als Sister Perri)

### Singles
| Jahr | Titel Album                           | Höchstplatzierung, Gesamtwochen, AuszeichnungChartplatzierungen (Jahr, Titel, Album, Platzierungen, Wochen, Auszeichnungen, Anmerkungen) | Höchstplatzierung, Gesamtwochen, AuszeichnungChartplatzierungen (Jahr, Titel, Album, Platzierungen, Wochen, Auszeichnungen, Anmerkungen) | Höchstplatzierung, Gesamtwochen, AuszeichnungChartplatzierungen (Jahr, Titel, Album, Platzierungen, Wochen, Auszeichnungen, Anmerkungen) | Höchstplatzierung, Gesamtwochen, AuszeichnungChartplatzierungen (Jahr, Titel, Album, Platzierungen, Wochen, Auszeichnungen, Anmerkungen) | Höchstplatzierung, Gesamtwochen, AuszeichnungChartplatzierungen (Jahr, Titel, Album, Platzierungen, Wochen, Auszeichnungen, Anmerkungen) | Höchstplatzierung, Gesamtwochen, AuszeichnungChartplatzierungen (Jahr, Titel, Album, Platzierungen, Wochen, Auszeichnungen, Anmerkungen) | Anmerkungen |
| Jahr | Titel Album                           | DE | CH | UK | US | R&B | Dance | Anmerkungen |
| ---- | ------------------------------------- | --- | --- | --- | --- | --- | --- | --- |
| 1987 | Girlfriend Pebbles                    | DE14 (13 Wo.)DE | CH13 (10 Wo.)CH | UK8 (11 Wo.)UK | US5 (20 Wo.)US | R&B1 (21 Wo.)R&B | Dance24 (7 Wo.)Dance | Erstveröffentlichung: September 1987 Autoren und Produzenten: Babyface, L.A. Reid                                                    |
| 1988 | Mercedes Boy Pebbles                  | — | — | UK42 (4 Wo.)UK | US2 (18 Wo.)US | R&B1 (18 Wo.)R&B | Dance2 (13 Wo.)Dance | Erstveröffentlichung: April 1988 Autor: Pebbles, Produzent: Charlie Wilson                                                           |
| 1988 | Take Your Time Pebbles                | — | — | — | — | R&B3 (15 Wo.)R&B | — | Erstveröffentlichung: Juli 1988 Autoren: Danny Sembello, Donnell Spencer                                                             |
| 1988 | Do Me Right Pebbles                   | — | — | — | — | R&B67 (6 Wo.)R&B | — | Erstveröffentlichung: Oktober 1988 Autoren: Gerald Lamar, Michael Cooper                                                             |
| 1990 | Giving You the Benefit Always         | — | — | UK73 (4 Wo.)UK | US4 (22 Wo.)US | R&B1 (16 Wo.)R&B | Dance10 (8 Wo.)Dance | Erstveröffentlichung: August 1990 Autoren und Produzenten: Babyface, L. A. Reid                                                      |
| 1990 | Love Makes Things Happen Always       | — | — | — | US13 (19 Wo.)US | R&B1 (22 Wo.)R&B | — | Erstveröffentlichung: November 1990 Backing Vocals: Babyface Autoren und Produzenten: Babyface, L. A. Reid                           |
| 1991 | Backyard Always                       | — | — | — | US73 (7 Wo.)US | R&B4 (16 Wo.)R&B | — | Erstveröffentlichung: Februar 1991 mit Salt ’n’ Pepa, Autor (Rap): Salt (Cheryl James) Autoren und Produzenten: Babyface, L. A. Reid |
| 1991 | Always                                | — | — | — | — | R&B13 (16 Wo.)R&B | — | Erstveröffentlichung: Juni 1991 Autoren: Danny Sembello, Pebbles                                                                     |
| 1995 | Are You Ready? Straight from My Heart | — | — | — | — | R&B38 (14 Wo.)R&B | — | Erstveröffentlichung: August 1995 Autoren: Mario Winans, Alexander Richbourg, Artie Hoyle, Debra Killings, Jason Sylvain, Pebbles    |

Weitere Singles
- 1987: Love/Hate (aus dem Film Beverly Hills Cop II; VÖ: August)